# Sculpture Mountain
Sculpture Mountain är ett berg i Antarktis. Det ligger i Östantarktis. Nya Zeeland gör anspråk på området. Toppen på Sculpture Mountain är 2 376 meter över havet.
Terrängen runt Sculpture Mountain är kuperad åt nordost, men åt sydväst är den platt. Trakten är obefolkad. Det finns inga samhällen i närheten. 